# Dioscorea pendula
Dioscorea pendula là một loài thực vật có hoa trong họ Dioscoreaceae. Loài này được Poepp. ex Kunth mô tả khoa học đầu tiên năm 1850.